# سوسیالیسم در ایران
سوسیالیسم در ایران یا سوسیالیسم ایرانی به مجموعهٔ جنبش‌ها ایدئولوژی‌ها مکتب‌های سیاسی در ایران گفته می‌شود که از قرن ۲۰ آغاز شده و احزاب مختلف سیاسی این کشور را در بر می‌گیرد. ایران یک دورهٔ کوتاه سوسیالیسم جهان سوم را در اوج حزب توده پس از استعفای رضاشاه و جانشینی وی توسط پسرش محمدرضا پهلوی (هر چند این حزب هرگز به قدرت نرسید) تجربه کرد. پس از ناکامی در رسیدن به قدرت، این شکل از سوسیالیسم جهان سوم با ملی‌گرایی ایرانی مصدق از حزب جبهه ملی به عنوان اصلی‌ترین نیروی ضد سلطنت در ایران جایگزین شد و به قدرت رسید (۱۹۵۳–۱۹۴۹) و با آن قدرت حتی در مخالفت (پس از سرنگونی دولت مصدق) تا ظهور اسلام‌گرایی و انقلاب ایران باقی ماند. حزب توده ایران از آن زمان به سمت کمونیسم اوّلیه سوسیالیستی حرکت کرد.

## سازمان‌های سوسیالیست ایران طی سال‌های ۱۳۵۷–۱۲۷۸

### حزب سوسیال دموکرات
در سال ۱۲۸۲ یا ۱۲۸۳، حزب سوسیال دموکرات توسط مهاجران ایرانی در قفقاز جنوبی با کمک انقلابیون محلی تشکیل شد و روابط نزدیک خود را با حزب کارگر سوسیال دموکرات روسیه و حزب همت تشکیل شد. این حزب اولین سازمان سوسیالیستی ایران بود. این حزب ایدوئولوژی خود را، طبق سوسیالیسم اروپا و اندیشه‌های بومی خود ایجاد کرد و لیبرالیسم و ناسیونالیسم را پشتیبانی کرد. برخی از اعتقادات مذهبی در حالی که منتقد علمای محافظه‌کار و جدایی دین از دولت را پذیرفت. این حزب توسط حیدر خان عمو اوغلی و به رهبری نریمان نریمانوف تأسیس شد.

### حزب متحد سوسیالیست و حزب اصلاح‌طلبان اجتماعی
در دوره مشروطه، حزب متحد سوسیالیست و اصلاح طلبان اجتماعی هر دو احزاب سیاسی سوسیالیست در ایران بودند. به نظر می‌رسید که حزب اصلاح طلبان اجتماعی در مقایسه با حزب دموکرات و سکوی اقتصادی حزب سوسیال دموکرات از یک خط میانه‌رو پیروی می‌کند، اما به‌طور مشابه با مالکان مخالفت کرد.

### حزب دموکرات
حزب دموکرات در دوره مشروطه در سال ۱۲۸۷ در دوره ایران قاجاری تأسیس شد، در آن زمان در کنار رقیب خود، حزب سوسیالیست‌های میانه‌رو، یکی از دو حزب مهم پارلمانی بود. این حزب دارای ایدئولوژی سوسیال دموکرات بود، که در ابتدا شاخه ای از حزب سوسیال دموکرات مستقر در قفقاز جنوبی بود. روابط مستقیم خود را با باکو قطع کرد و سوسیالیست را به احترام مردم محافظه کار از این نام حذف کرد. اما ایدئولوژی آن به شدت از حزب قدیمی قرض گرفته شد. این بخش عمدتاً متشکل از روشنفکران طبقه متوسط بود و به معنای جدایی دین از دولت بود.
در سال ۱۲۹۶، حزب به‌طور قطعی به دموکراتهای طرفدار سازماندهی مجدد به رهبری بهار تقسیم شد؛ و دموکراتهای ضد سازماندهی مجدد شدند.
اعضای قابل توجه حسن تقی‌زاده و حیدرخان عمو اوغلی بودند.

### حزب سوسیالیست انقلابی
حزب اجتماعیون انقلابیون، که به انقلابیون سوسیالیست نیز معروف است، یک حزب سوسیالیست انقلابی در ایران بود که در دهه ۱۲۸۰ تأسیس شد. این حزب مستقر در باکو، نایب السلطنه قفقاز بود. این حزب یکی از مهم‌ترین احزاب بود که در زمان قاجار توسط مهاجرهای ایران در قفقاز جنوبی تأسیس شد. این حزب هفته ای دو بار یک روزنامه آذربایجانی زبان به نام اکینچی و فله و سردبیری حسین اسرافیلبکوف منتشر می‌کرد.

### حزب سوسیالیست
در طول دهه ۱۹۲۰، حزب سوسیالیست یک حزب سیاسی چپ برجسته بود که به حزب توده ایران نزدیک بود و در سال ۱۳۲۵ به جبهه متحد احزاب پیشرو با هدایت توده پیوست و به‌طور موثرتر جذب گروه بزرگتر شد. ریشه‌های حزب سوسیالیست در حزب دموکرات بود، یک گروه اصلاح طلب که در دو دهه اول قرن بیستم فعال بود. به دنبال از هم پاشیدگی این جنبش، آن دسته از اعضایی که ایمان خود را در توده‌ها حفظ کردند و امیدوار بودند که طبقه‌های پایین و متوسط را که تحت پرچم حزب سوسیالیست در سال ۱۹۲۱ با هم جمع شده بودند، بسیج کنند. این حزب توسط سلیمان اسکندری، محمد موسی و قاسم خان سور و همچنین محمد صدیق طباطبایی، یکی از اعضای یک خانواده روحانی برجسته که عمدتاً برای جلوگیری از حملات اجتناب ناپذیر از سوی روحانیون محافظه کار استخدام شده بودند، هدایت می‌شد. روزنامه اصلی آنها، طوفان (طوفان)، توسط شاعر صریح و جنجالی محمد فرخی یزدی ویراستاری شد.
شعبات در رشت، قزوین، بندرانزلی، تبریز، مشهد، کرمان و کرمانشاه تأسیس شد اگرچه تهران پایگاه اصلی عملیات بود و در پایتخت بود که حزب چهار روزنامه را تأسیس کرد و گروه‌های وابسته ای مانند اتحادیه کارمندان را در آن تأسیس کرد. وزارت پست و تلگراف، یک انجمن مستأجر و جامعه زنان میهنی. گروه دوم برای نقش آفرینی بیشتر زنان در جامعه ایران فعالیت‌های تبلیغاتی را آغاز کرد و ابتکارهایی از قبیل آموزش برای دختران و وسایل گسترده‌تر برای سلامتی زنان را ترویج کرد. در سال ۱۳۰۱ توسط محترم اسکندری تأسیس شد و به سرعت به حزب همسرش وابسته شد.
برنامه این حزب خواستار برقراری نهایی برابری در جامعه، ملی شدن وسایل تولید، طرحهای آبیاری، سطح جدیدی از دولت منطقه ای، دادگستری آزاد و برابر، حقوق آزادی بیان، اجتماعات آزاد و حقوق اتحادیه‌های صنفی، آزاد انتخابات، دسترسی گسترده‌تر به آموزش، بهبود شرایط کار از جمله پایان کار کودکان و مداخلات دولت در برابر بیکاری. این حزب حمایت‌هایی را به دست آورد و به زودی پس از تشکیل ۲۵۰۰ عضو را فقط در تهران جذب کرد.
در کنار حزب اصلاح طلبان، حزب احیا و حزب کمونیست حزب سوسیالیست یکی از چهار گروهی بود که رضاشاه هنگام بازی برای تاج و تخت ایران خواستگاری کرد. همراه با حزب احیا اکثریت فعال پارلمان ایران را تشکیل داد که به رضاخان اجازه داد، همان‌طور که هنوز شناخته شده بود، او دولت اصلاحات خود را تشکیل دهد. خان به زودی از تصمیم سوسیالیست‌ها جدا شد و با عناصر محافظه کارتر چیزهایی را به او انداخت که تصمیم گرفت برنامه‌های جمهوری را کنار بگذارد و در عوض خود را به عنوان شاه تثبیت کند. ۱۳۴ این بخش یکی از موارد معدودی در مجلس بود که فعالانه از به سلطنت رسیدن رضا حمایت نمی‌کند، با این استدلال که علی‌رغم حمایت آنها از بسیاری از اصلاحات وی، اصول جمهوری آنها مانع از تأیید وی به عنوان یک پادشاه شد. به دنبال صعود رضا شاه به سلطنت، حزب سوسیالیست به عنوان بخشی از سرکوب گسترده‌تر مخالفان ضد سلطنت ناپدید شد. اسکندری مجبور به کناره‌گیری از زندگی عمومی شد و اوباش برای آزار حزب و حمله به املاک آنها سازمان یافته بودند. یک تئاتر سوسیالیستی در انزلی توسط گروهی تحت هدایت پلیس با این بهانه که در حین اجرای تارتوف، یک بازیگر زن روی صحنه بوده است در حالی که انجمن زنان میهن‌پرست را سنگسار کرده و کتابخانه آنها را سوزانده‌اند، با یک خاک یکسان شده است. در سال ۱۳۲۳ هنگامی که اعضای رادیکال حزب رفقا به دلیل عدم حمایت از کارگران اعتصابی در اصفهان از آن گروه جدا شدند، گروه کوچکی به همین نام به‌وجود آمد.

### فرقه جمهوری‌خواه انقلابی ایران
فرقه جمهوری انقلابی ایران ایران در اواخر سال ۱۳۰۲ توسط دیاسپورای ایرانی در آلمان تأسیس شد، یک حزب سیاسی جناح چپ معتدل در ایران با گرایش‌های اصلاح‌طلب سوسیالیستی بود که سکوهای خود را در سال ۱۳۰۵ منتشر کرد.

### حزب جنگل
حزب جنگل که در طول دهه ۱۹۴۰ در شمال ایران فعال بود، یک حزب، ناسیونالیست و سوسیالیست بود که توسط شورشیان مسلح تأسیس شد و سعی در احیای جمهوری سوسیالیستی ایران ایجاد شده در سال ۱۹۲۱ داشتند و از پرچم سرخ آن به عنوان نماد استفاده کردند. بعدها در سال ۱۹۴۶ برخی از همکاران پیشین میرزا کوچک خان با حزب ایران، حزب توده ایران، حزب دموکرات کردستان ایران و حزب دموکرات آذربایجان، متحد شدند.

### حزب ایران
حزب ایران که در سال ۱۹۴۱ تأسیس شد، به عنوان ستون فقرات جبهه ملی، سازمان چتر پیشرو ملی گرایان ایرانی توصیف می‌شود. این مؤسسه که بیشتر توسط تکنوکرات‌های تحصیل کرده اروپایی تأسیس شده، طرفدار "شکلی رقیق از سوسیالیسم فرانسه " (یعنی "الگوی خود را از حزب سوسیالیست میانه رو فرانسه" قرار داد) و سوسیال دموکراسی ناسیونالیسم لیبرال و سکولاریسم چادر سوسیالیست حزب بیش از آنکه با سوسیالیسم علمی کارل مارکس شباهت به چادر جامعه فابیان داشته باشد. تمرکز آن بر اصول سوسیالیستی لیبرال و دموکراتیک سوسیالیستی، آن را کاملاً متفاوت از احزاب چپ خالص ساخته و در بحث حقوق کارگر چندان دخیل نبود.
هسته اصلی حزب ایران اعضای انجمن مهندسان ایران بودند. در انتخابات قانونگذاری ایران در سال ۱۳۲۲، پنج نفر از رهبران این حزب از جمله رضازاده شفق، غلامعلی فریور، احد الحمید زنگنه، حسین معاون و عبدالله معظمی کرسی‌ها را به‌دست آوردند، همچنین محمد مصدق که عضو این حزب نبود حزب به‌طور مؤثر پشتیبانی می‌شود.
این حزب به مصدق کمک کرد تا جبهه ملی را تأسیس کند، صنعت نفت را ملی کند و به قدرت برسد. برخی از اعضا در زمان دولت مصدق منصب داشتند. در دهه ۱۳۲۸، این حزب توسط کریم سنجابی و الله یار صالح رهبری می‌شد. به دنبال کودتای ۲۸ مرداد در سال ۱۹۵۳ سرکوب شد و در سال ۱۳۳۵ غیرقانونی اعلام شد، به این دلیل که ده سال قبل با حزب توده ایران اتحاد داشت. حزب ایران در سال ۱۳۳۹ تا ۱۳۴۴ همراه با سایر احزاب در تشکیل جبهه ملی دوم و سپس جبهه ملی سوم مشارکت کرد اما در این راه توفیق چندانی کسب نکرد
حزب ایران بین سالهای ۱۳۴۴ و اواسط دهه ۱۳۵۵ فعالیتهای چندانی نداشت. در سال ۱۹۷۷، همراه با حزب سوسیالیست‌ها و حزب ملت، جبهه ملی چهارم را احیا کرد و خواستار تغییر رژیم شد. در اوایل سال ۱۹۷۹، دبیرکل وقت حزب، شاپور بختیار به عنوان آخرین نخست‌وزیر توسط شاه منصوب شد و دو عضو حزب ایران را در کابینه خود گنجاند. با این حال حزب پذیرفتن پست وی را تقبیح کرد، او را از سمت دبیرکلی برکنار کرده و مشخص شدن عضویتش را منوط به برگزاری کنگره حزب ایران نمود.
این حزب پس از سال ۱۹۷۹ نقش مهمی در صحنه سیاسی ایران بازی نکرد و خیلی زود ممنوع اعلام شد.

### حزب همرهان
در طول دهه ۱۹۴۰، حزب همرهان بخشی از موج گروه‌بندی‌های سیاسی بود که در اوایل دهه ۱۹۴۰ پس از برکناری رضا شاه ایجاد شد. این حزب در نوامبر ۱۹۴۲ توسط مصطفی فاتح، اقتصاددان تحصیل کرده انگلیس، که نزدیک به حزب توده ایران بود، اما از رابطه نزدیک این حزب با اتحاد جماهیر شوروی بدش آمد، تشکیل شد. فاتح، که شخصیتی مهم در شرکت نفت انگلیس و ایران بود، مدتی قبل از تأسیس مجله اختصاصی خود، امروز و فردا، مقاله توده مردم را ویرایش می‌کرد. عباس نراقی، یکی دیگر از اعضای بنیان‌گذار یکی از ۵۳ مردی بود که در سال ۱۳۲۶ به اتهام توطئه برای رهبری یک انقلاب کمونیستی زندانی شد.
حزب همرهان خواستار دو هدف اصلی بود: برابری سیاسی با همه ایرانیان و ملی کردن ابزار تولید. در انتخابات ۱۹۴۴ ده کاندیدا مطرح شد که همگی از سوابق حرفه ای بودند. دو عضو حزب رفقا به مجلس ایران انتخاب شدند و در آنجا با مجمع نمایندگان افراد نشستند، گروهی که آنها را به همراه حزب ایران و افراد مختلف مستقل تشکیل دادند، که همه آنها تا حد زیادی از محمد مصدق پیروی می‌کردند.
این حزب در سال ۱۹۴۴ به دنبال اختلاف در اصفهان،درگیری میان کارگران اعتصابی و قبایل محلی وفادار به شاه در میان اتهاماتی که کارگران در تلاش برای رهبری یک انقلاب کمونیستی بودند، منشعب شد. جناح حزب رفقای مستقر در مجلس کارگران را محکوم کرد و وفاداری آنها به شاه را تأیید کرد اما یک گروه خارجی دیگر نیز در حمایت از اعتصاب کنندگان به توده پیوست و این گروه که کنترل امروز و فردا را در دست داشت، برای تشکیل حزب سوسیالیست جدا شد.

### جنبش خداپرستان سوسیالیست
نهضت خداپرستان سوسیالیست در سال ۱۹۴۳ تأسیس شد، یکی از شش سازمان اصلی جبهه ملی بود. رهبری این حزب توسط محمد نخشب بود. این سازمان با ادغام دو گروه، حلقه دانش آموزان دبیرستان زیر نظر نخشب در دارالفنون و حدود ۲۵ دانشجو زیر نظر جلال الدین آشتیانی دانشکده فنی دانشگاه تهران تأسیس شد. این سازمان در ابتدا به عنوان لیگ مسلمانان میهن‌پرست شناخته می‌شد. این احساسات مذهبی، ملی‌گرایی و افکار سوسیالیستی را در هم آمیخت.
اولین ترکیب بین تشیع و سوسیالیسم اروپا را نخشب می‌دانند. حرکت نخشب بر این اساس بود که اسلام و سوسیالیسم ناسازگار نیستند، زیرا هر دو به دنبال تحقق برابری و عدالت اجتماعی بودند. نظریه‌های وی در پایان‌نامه کارشناسی خود در زمینه قوانین اخلاق بیان شده است.

### حزب وحدت ایران
حزب وحدت ایران در سال ۱۳۲۵ به دنبال انشعاب گروهی از اعضای حزب ایران تشکیل شد. در تیر ماه ۱۳۲۵ پس از ائتلاف حزب ایران با حزب توده (موسوم به جبهه موتلفه احزاب آزادیخواه) شمس‌الدین جزایری و تنی چند از دیگر مخالفان ائتلاف از آن حزب جدا شده و حزب وحدت ایران را تأسیس کردند. به گفته لئونارد بیندر، این حزب در پارلمان چهاردهم با حزب اتحادیه ملی و حزب سوسیالیست در ائتلاف بود.

### حزب زحمتکشان ملت ایران
در ۲۵ اردیبهشت مه سال ۱۳۴۰ توسط مظفر بقائی بنیاد نهاده شد، حزب زحمتکشان ملت ایران حزبی سیاسی بود که منشی دموکراتیک و اجتماعی داشت که در ابتدا یک عضو از جبهه ملی و متعهد به حمایت از ملی ایران صنعت نفت و مخالف حزب توده بود. آنها با موفقیت مقدار قابل توجهی از جوانان تحصیل (به خصوص در جذب دانشگاه تهران)، نیروی سوم فعالان و مغازه داران از کرمان در بازار قرار. با این حال این حزب هسته‌ای از šqukeš و čumāqdār را نیز دربرداشت.
در انتخابات مقننه ۱۳۳۱، این حزب توسط بقایی و ظهاری دو کرسی به دست آورد. این حزب در سال ۱۹۵۲ بخاطر رابطه با دولت مصدق منشعب شد. توئیلرها به رهبری موتسفر بقایی جبهه ملی را ترک کردند و علناً با دولت مخالفت کردند درحالی‌که خلیل ملکی نیروی سوم را با نام حزب زحمتکش ملت ایران - نیروی سوم تأسیس کرد و به حمایت از دولت ادامه داد.
زحمتکشان اتحادیه‌ای را با هدایت آیت الله کاشانی با جامعه مسلمانان مجاهد تشکیل دادند و منابع خود را جمع کردند و فعالیت‌های خود را علیه دولت هماهنگ کردند. آنها فعالانه در کودتای ۲۸ مرداد شرکت کردند و آن را «قیام ملی» خواندند، اما با دولت نظامی فضل‌الله زاهدی پس از کودتا مخالفت کردند. پس از مخالفت، روزنامه‌های آنها توقیف شد و دفتر حزب آنها توسط دولت مصادره شد و حزب تا زمان انتخاب قانونگذاری ایران، ۱۳۳۹ ، در یک وقفه بود. آنها فعالیت خود را در سال ۱۹۶۱ از سر گرفتند و در تظاهرات ۵ ژوئن ۱۹۶۳ حمایت خود را از سید روح‌الله خمینی ابراز داشتند. در سال ۱۹۷۱، حزب با اجازه دولت دوباره سازمان یافته شد، اما پس از اعلام دولت یک حزب در حزب احیا، مجبور شد فعالیت خود را متوقف کند. در سال ۱۹۷۷، بقایی پس از اعلام وفاداری به خاندان پهلوی، البته در سطح محدود، تلاشی را برای احیای حزب انجام داد. پس از انقلاب سال ۱۹۷۹ خیلی زود منحل شد.

### جامعه سوسیالیست‌های نهضت ملی ایران
در سال ۱۹۶۰، جامعه سوسیالیست‌های نهضت ملی ایران یا جامعه سوسیالیست‌های ایران توسط فعالان نیروی سوم به رهبری خلیل ملکی و تعدادی از ملی گرایان رادیکال تأسیس شد که اکثر آنها دارای گرایش‌های سوسیال دموکراتیک و برخی از اعضای دارای گرایش‌های سوسیالیستی اسلامی بودند . حسین ملک، احمد سید جوادی و جلال آل احمد از جمله افراد مرتبط با این گروه بودند. حزب ایدئولوژی سوسیالیستی و ناسیونالیستی، از بدو تأسیس به‌طور رسمی به انترناسیونال سوسیالیست پیوست.
این سازمان یکی از اعضای بنیان‌گذار جبهه ملی (II) بود و «جناح چپ افراطی» در جبهه محسوب می‌شد. پس از انقلاب ۱۳۵۷ از جبهه دوم جدا شد و به جبهه ملی دموکراتیک پیوست. در انتخابات ریاست جمهوری ایران، ۱۹۸۰، این گروه از مسعود رجوی ، نامزد مجاهدین خلق ایران حمایت کرد.

### سازمان مجاهدین خلق ایران
سازمان مجاهدین خلق ایران که در ۱۴ شهریور ۱۳۴۴ تأسیس شد، یک سازمان مارکسیستی اسلامی محسوب می‌شود. از زمان «انقلاب ایدئولوژیک» در سال ۱۳۵۵، این سازمان هیچ سخن عمومی از ایدئولوژی را تحت نظر دکترین بقا خود ندارد.

### جنبش مسلمانان مبارز
جنبش مسلمانان مبارز در سال ۱۳۵۵ تأسیس شد، یک گروه سیاسی اسلامی سوسیالیست ایرانی به رهبری حبیب‌الله پیمان است. این گروه انقلابی بودند و به شورای فعالان مذهبی ملی گرایان ایران نزدیک هستند. ایدئولوژی این حزب سوسیالیسم اسلامی، سوسیال دموکراسی و ضد امپریالیسم است.

## احزاب و سازمان‌های سوسیالیست ایرانی پس از سال ۱۳۵۷
پس از انقلاب ۱۳۵۷ احزاب سوسیالیست در ایران تا انسداد سیاسی در کشور فعالیت کردند. برخی از این احزاب احزابی بودند که در دوره پهلوی یا اجازه فعالیت نداشتند یا پس از انقلاب تأسیس شدند. از این احزاب می‌توان به حزب مردم ایران- حزب ایران جبهه دموکراتیک ملی اشاره کرد.

## نفوذ سوسیالیسم در فرهنگ و اقتصاد ایران
افکار سوسیالیستی نه‌تنها در سال‌های پیش از وقوع انقلاب، از جانب روشنفکرانی چون علی شریعتی با شیوه‌ها و قرائت‌های گوناگون ترویج می‌شد، بلکه چنان پرطرفدار بود که در گفتار و آثار روحانیونی چون محمود طالقانی، مرتضی مطهری و محمّد بهشتی نیز نمودهایی از آن جلوه پیدا کرد.
شریعتی تحت‌تأثیر نویسندگان فرانسوی‌زبانی همچون فرانتس فانون و امه سزر که ضدسرمایه‌داری و از مارکسیست‌های طرفدار جهان سوم بودند، معتقد بود که هرگونه سرمایه‌داری بد مطلق است و فرقی نمی‌کند سرمایه‌گذار یک مسلمان متعبد باشد یا یک مسیحی یا یهودی. شریعتی با بهره‌گیری از واژگان سوسیالیستی مانند بهره‌کشی طبقاتی، جامعهٔ بی‌طبقه، مبارزهٔ طبقاتی، امپریالیسم و… تلاش می‌کرد میان این واژگان با آموزه‌های شیعی و شخصیت‌های تاریخی تشیع، پیوند و شباهت‌هایی ایدئولوژیک برقرار سازد.
محمود طالقانی روحانی شیعه هر چند از منتقدان جدی مارکسیسم بود، امّا دیدگاه او دربارهٔ حق مالکیت انسان به دیدگاه چپ‌ها شباهت زیادی داشت. در واقع، طالقانی به مالکیت محدود انسان اعتقاد داشت.
مرتضی مطهری، دیگر روحانی شیعه نیز اگرچه عمدتاً بر تلاش برای تعریف و تجویز راهی در میانه اقتصاد سرمایه‌داری و اقتصاد مارکسیستی تمرکز داشت، امّا درصدد نفی سرمایه‌داری بود و یکی از راهکارهای اقتصادی‌ای که ارائه می‌کرد، عبارت بود از: «لزوم مالکیت اشتراکی جامعه بر ماشین‌آلات صنعتی به‌عنوان حالتی خاص از تمام اختراعات بشری».
محمد بهشتی روحانی دیگری بود که علاوه‌بر ایفای نقش «تئوری‌پردازی» اقتصاد دولتی در سال‌های پیش از انقلاب، در «ساختارسازی حقوقی» برای اقتصاد دولتی در ایران، نقش مؤثری داشت. همچنین محمّدباقر صدر با تألیف کتاب «اقتصادنا»، حبیب‌الله پیمان با نگارش کتاب «مالکیت، کار و سرمایه» و ابوالحسن بنی‌صدر با کتاب «اقتصاد توحیدی» از دیگر مروجان اقتصاد دولتی و مبلغان سایر مصادیق اقتصاد سوسیالیستی بودند.
به گفتهٔ مسعود نیلی، اقتصاددان، یکی از رایج‌ترین تفاسیر از آیهٔ «وَلِلَّهِ مَا فِی السَّمَاوَاتِ وَمَا فِی الْأَرْض وَإِلَی اللَّهِ تُرْجَعُ الْأُمُورُ، و هر آنچه در آسمان‌ها و آنچه در زمین است، همه ملک خداست و بازگشت همهٔ امور به سوی اوست.» نفی مالکیت خصوصی، و نیز از آیهٔ «وَأَنْ لَیْسَ لِلْإِنْسَانِ إِلَّا مَا سَعَی، و اینکه برای انسان جز حاصل تلاش او نیست.» ارزش کار در مقابل سرمایه بود. هر دوی این تفاسیر هم‌راستا با برداشت رایج از مارکسیسم دهه‌های ۴۰ و ۵۰ خورشیدی بود.
سازمان مجاهدین خلق ایران و همچنین سازمان چریک‌های فدایی خلق ایران بزرگ‌ترین گروه‌های سازمان‌یافتهٔ چپ‌گرا بودند که در سال‌های پیش از انقلاب، در ترویج آموزه‌های اقتصاد سوسیالیستی نقش‌آفرینی کردند. بسیار قبل‌تر از شکل‌گیری این گروه‌ها، حزب توده در تخریب علم اقتصاد و ترویج اندیشه‌های چپ‌گرایانه پیشینه‌ای روشن داشت. این حزب تا حدود سال ۱۳۳۷ به دست حکومت پهلوی متلاشی و فعّالیتش غیرقانونی اعلام شد، امّا اثرگذاری افکار و اندیشه‌های آن بر ساحت فکری روشنفکران و انقلابیون ایرانی گسترده و دامنه‌دار بود. افزون‌بر نویسندگان برجسته‌ای چون بزرگ علوی، عبدالحسین نوشین، فریدون توللی، رسول پرویزی، جلال آل‌احمد، محمد قاضی، احمد آرام و ابراهیم گلستان، که در این سازمان فعّالیت می‌کردند، چندین نویسنده و شخصیت ادبی مشهور دیگر نیز به‌ویژه در دورهٔ پیش از ۱۳۲۶، هوادار حزب توده بودند. از جمله این افراد، نیما یوشیج پدر شعر نوی فارسی، محمدتقی بهار، دموکرات کهنه‌کار و نمایندهٔ شعر کلاسیک را می‌توان نام برد. حزب در میان نویسندگان جوان بااستعداد و روشنفکران نه‌چندان معروف قدیم نیز هوادارانی به‌دست‌آورد، از جمله، صادق چوبک، نویسندهٔ مشهور معاصر، به آذین (محمود اعتمادزاده)، مترجم و مقاله‌نویس نامدار، سعید نفیسی مترجم و استاد برجستهٔ ادبیات، محمدعلی افراشته شاعر و سردبیر هجونامهٔ معروف چلنگر، احمد شاملو شاعر مشهور و از مریدان به‌نام نیما یوشیج، محمد معین تاریخ‌نگار و استاد ادبیات فارسی، غلامحسین ساعدی نمایشنامه‌نویس، چهار تاریخ‌نگار به نام‌های یحیی آرین‌پور، مرتضی راوندی، مهدی بامداد و محمد تمدن و همچنین گروهی از شعرای نو مانند فخرالدین گرگانی، نادر نادرپور، نقی میلانی، مهدی اعتماد، محمد جواهری، محمد تفضلی، سیاوش کسرایی و رهی معیری. اندیشه‌های چپ و مارکسیستی که به‌ویژه توسط حزب توده ترویج می‌شد، در بین مهندسان، استادان دانشگاه و دانشجویان، روشنفکران، نویسندگان، زنان دارای تحصیلات جدید و همچنین افسران ارتش بسیار آشکار بود؛ به‌طوری که در سال ۱۳۲۵ و سه سال پس از شروع فعالیت حزب توده در دانشکده‌ها، رئیس دانشگاه تهران گفته بود، بیشتر چهار هزار دانشجوی دانشگاه به‌شدّت تحت تأثیر حزب توده هستند. همچنین مسئولان دانشگاه، در اواخر همان سال، هشدار می‌دادند که در نتیجهٔ تبلیغات دبیران دبیرستان‌ها، ۷۵ درصد از دانشجویان تازه‌وارد کمونیست هستند.
به گفتهٔ بزرگ علوی، سوسیالیسم در بین دانشجویان، جوانانی که فرزند افراد متمول بودند و بازاری‌ها رواج یافت که او در مورد آنان ذکر می‌کند:
چه طبیب و چه قاضی، پسران بازرگانان متمول و مالکین درجهٔ اوّل از منافع خود دست برداشته و کمونیست شده بودند.— بزرگ علوی، ۵۳ نفر، ص ۴
این تأثیرات تا سال‌های ابتدایی انقلاب ۱۳۵۷ که موسم تدوین قانون اساسی و شکل‌دهی به ساختارهای اقتصادی نظام جمهوری اسلامی ایران بود، با قدرت ادامه داشت و فضای فکری انقلابیون، شعارها و تصمیمات آنان را شکل داد و اقداماتی چون مصادره‌ها و ملّی شدن صنایع و بانک‌ها از اوّلین جلوه‌ها و عوارض آن بود.